# Лахтинен, Хуго
Хуго Ялмари Лахтинен (фин. Hugo Jalmari Lahtinen; 29 ноября 1891 — 29 декабря 1977) — финский легкоатлет, призёр Олимпийских игр.
Хуго Лахтинен родился в 1891 году в Тампере (Великое княжество Финляндское). В 1920 году на Олимпийских играх в Антверпене он завоевал бронзовую медаль в легкоатлетическом пятиборье; в соревнованиях же по прыжкам в длину и в десятиборье медалей добиться не сумел. В 1924 году на Олимпийских играх в Париже он в соревнованиях по легкоатлетическому пятиборью стал лишь шестым. Впоследствии легкоатлетическое пятиборье было исключено из олимпийской программы.